# Bains-les-Bains (tổng)
Tổng Bains-les-Bains là một tổng của Pháp, tọa lạc tại tỉnh Vosges trong vùng Lorraine của Pháp.

## Phân chia hành chính
Tổng Bains-les-Bains được chia thành 12 xã (recensement 1999) 
- Bains-les-Bains: 1 415 dân
- Fontenoy-le-Château: 666 dân
- Grandrupt-de-Bains: 90 dân
- Gruey-lès-Surance: 226 dân
- Harsault: 401 dân
- Hautmougey: 134 dân
- La Haye: 118 dân
- Le Magny: 32 dân
- Montmotier: 59 dân
- Trémonzey: 238 dân
- Vioménil: 158 dân
- Les Voivres: 301 dân

## Hành chính
| Ngày bầu                                  | Tên             | Đảngi | Chức vụ                                                                           | Tư cách |
| ----------------------------------------- | --------------- | ----- | --------------------------------------------------------------------------------- | ------- |
|                                           | Frédéric Drevet | PS    | Thị trưởng Bains-les-Bains                                                        |         |
|                                           | Alain Rapin     | UMP   | Conseiller général délégué à la sécurité alimentaire et aux services vétérinaires |         |
| Dữ liệu trước đây không còn được biết rõ. |                 |       |                                                                                   |         |